# K'inich Ajaw

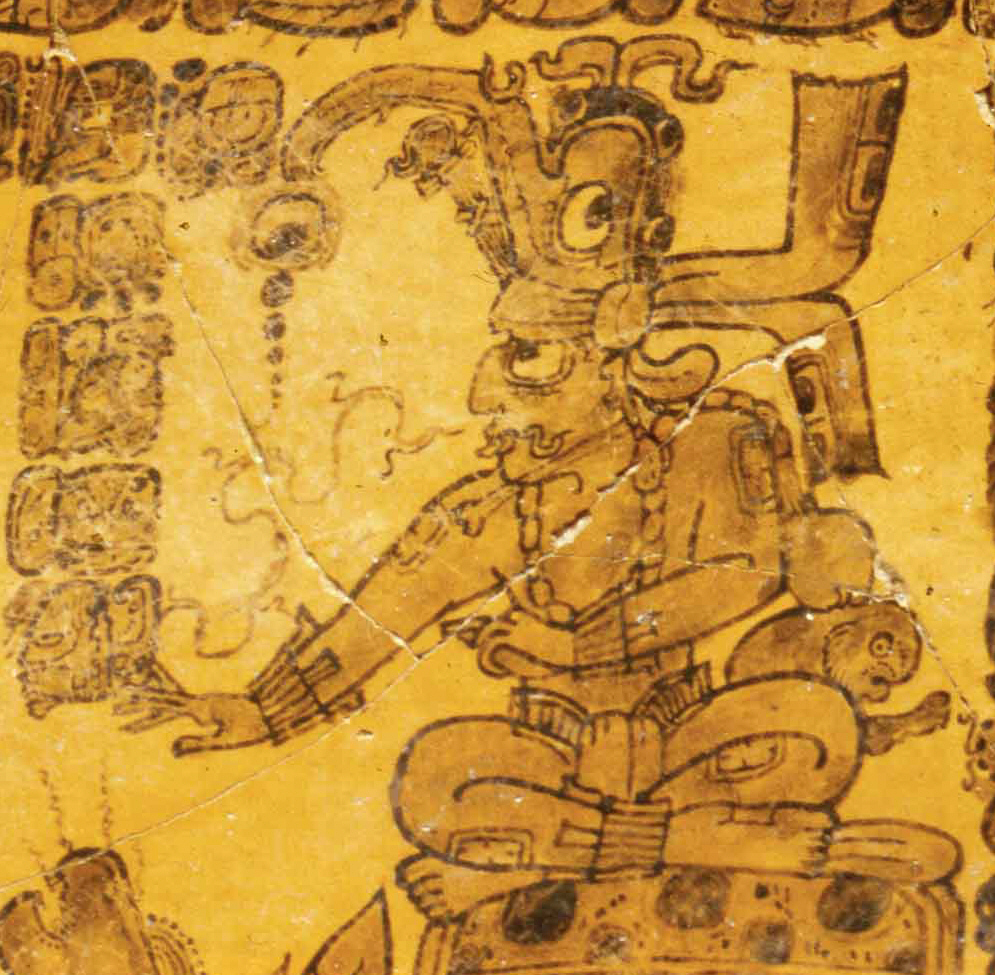
Dieu du Soleil https://research.mayavase.com/kerrmaya_hires.php?vase=1398

K'inich Ajaw (aussi écrit Kinich Ahau) est le dieu du soleil dans la mythologie maya. Son nom signifie «Seigneur» («Ajaw») «aux yeux solaires» (ou «au visage solaire») («k'inich»). À l'Époque classique, il est étroitement associé à la fonction royale, ce dont témoigne le fait que le nom de nombreux souverains commence par «K'inich», comme le célèbre roi de Palenque, K'inich Janaab' Pakal I. À l'Époque postclassique, il est identifié au Dieu G de la classification de Schellhas.
Selon un mythe maya, la nuit venue, il se couchait pour se transformer en jaguar et régnait sur Xibalba, l'inframonde.
Son nom a été donné à Kinich Ahau Patera, une patera située sur Io, le satellite de Jupiter, ainsi qu'à l'astéroïde (24761) Ahau.